# ボオサブレ山脈
ボオサブレ山脈（ボオサブレさんみゃく、South Boösaule Mons ([ˌboʊ.ɒˈsɔːliː])）は、木星の衛星イオにある山脈で、イオで最も大きく、その高さは17.5kmである。この高さは、太陽系の中でも高い方に分類される。

## 概要
山脈の正式名称は、イオがエパポスを産んだエジプトの洞窟にちなんで付けられ、1985年に国際天文学連合(IAU)によって承認された。